# De corpo e alma
Pour plus de détails, voir Fiche technique et Distribution.
De corpo e alma est un film documentaire mozambicain réalisé en 2010 par Matthieu Bron.

## Synopsis
Corps et Âme raconte l’histoire de Victoria, Mariana et Vasco, trois jeunes Mozambicains, handicapés physiques, vivant dans la banlieue de Maputo. Leur vie quotidienne est marquée par de nombreux défis à la fois physiques, physiologiques et émotionnels, que chacun relève à sa manière, par son travail, par ses activités ou par son attitude. Le film explore ainsi le regard qu’ils portent sur eux-mêmes et sur les autres. Il aborde des questions universelles sur l’acceptation de soi et sur la manière de trouver sa place dans la société.

## Fiche technique
- Réalisation : Matthieu Bron
- Production : Meetings Lda
- Scénario : Matthieu Bron
- Image : Matthieu Bron
- Montage : Matthieu Bron
- Son : Carlos Langa